# ۴۶۰ (پیش از میلاد)
۴۶۰ (پیش از میلاد) ۴۶۰مین سال قبل از تقویم میلادی است.

## زادگان
- توکودیدس، تاریخ‌نگار یونانی و مولف تاریخ جنگ پلوپونزی
- بقراط : حکیم نامدار یونانی.